# Michael Ancher
Michael Peter Ancher (ur. 9 czerwca 1849 w Rutsker na Bornholmie, zm. 19 września 1927 w Skagen) – duński malarz realizmu, znany z przedstawiania pracy rybaków i lokalnych pejzaży.

## Życiorys
Michael Peter Ancher urodził się w Rutsker na duńskiej wyspie Bornholm. Był synem lokalnego kupca. Uczęszczał do szkoły w Rønne, jednak nie był w stanie ukończyć szkoły średniej z powodu kłopotów finansowych jego ojca. W 1865 roku podjął pracę w urzędzie w miejscowości Kalø Manor, nieopodal Rønne we wschodniej Jutlandii.
Rok później Ancher poznał malarzy Theodora Philipsena i Vilhelma Grotha, przebywających akurat w okolicach Kalø Manor. Artyści będący pod wrażeniem jego twórczości, zachęcili Michaela do zajęcia się malarstwem w ramach zawodu. W 1871 roku zasięgnął porady historyka sztuki Juliusa Langego w sprawie wymagań Królewskiej Duńskiej Akademii Sztuki w Kopenhadze. Pomimo spędzenia kilku lat tam, opuścił akademię w 1875 roku bez jej ukończenia. W 1874 roku przyjął zaproszenie poznanego w czasie studiów Karla Madsena i odwiedził po raz pierwszy Skagen, który później stał się ważnym miejscem dla artysty.
Po opuszczeniu Kopenhagi Ancher coraz częściej bywał w Skagen, gdzie zafascynowała go praca i życie lokalnych rybaków. W 1877 roku otrzymał Nagrodę Neuhausen za jeden z obrazów. W 1880 roku jedno z jego dzieł, za pośrednictwem duńskiej Galerii Narodowej, zostało przekazane królowi Danii – Chrystianowi XI.
Około lat 80. XIX wieku Skagen stało się popularnym miejscem wśród wielu artystów skandynawskich. Archer łączył styl lokalnych artystów wraz z tym czego nauczył się w akademii. Przy przedstawianiu życia rybaków w Skagen używał naturalnego światła oraz przykładał uwagę do dobieranych kolorów.
W 1880 roku poślubił swoją przyjaciółkę, również malarkę, Annę Brondum. W 1883 roku narodziło się ich jedyne dziecko, córka Helga Ancher. W 1964 roku ich dom został przekazany przez Helgę, w ramach jej testamentu i trzy lata później utworzono muzeum Anchers Hus.
Michael Peter Ancher zmarł 19 września 1927 roku w Skagen w wieku 78 lat. Anna Ancher zmarła 15 kwietnia 1935 roku w wieku 76 lat.

## Galeria

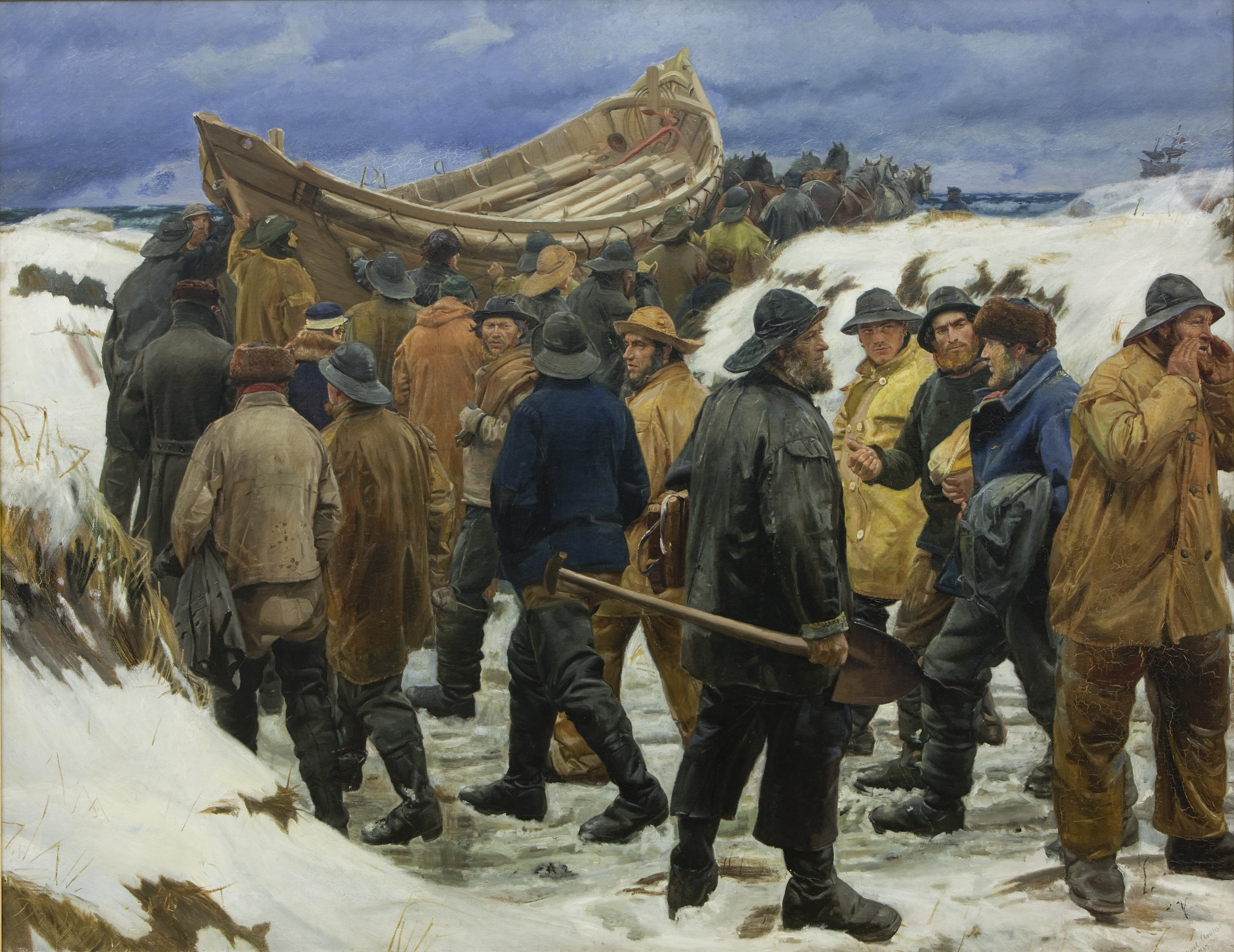
Łódka ratownicza ciągnięta przez wydmy, 1883
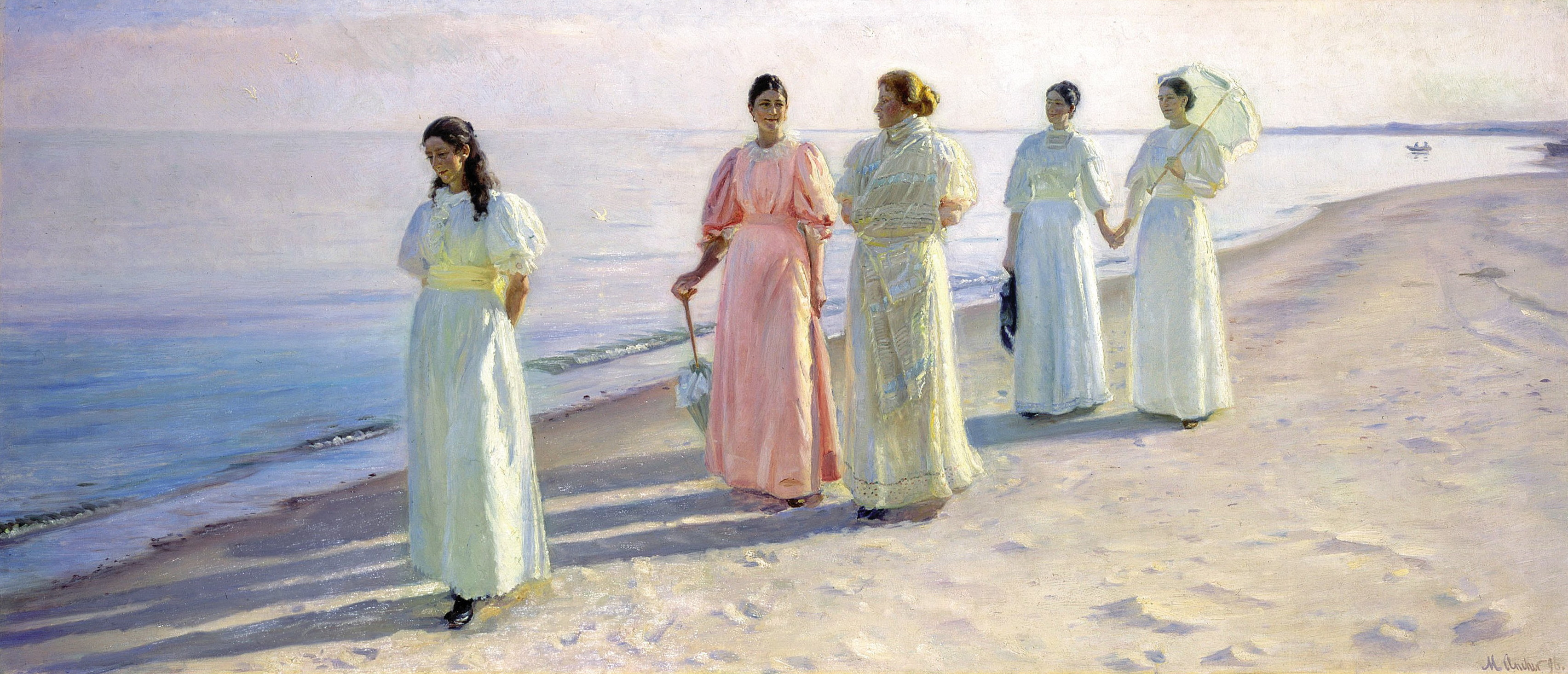
Spacer po plaży, 1896
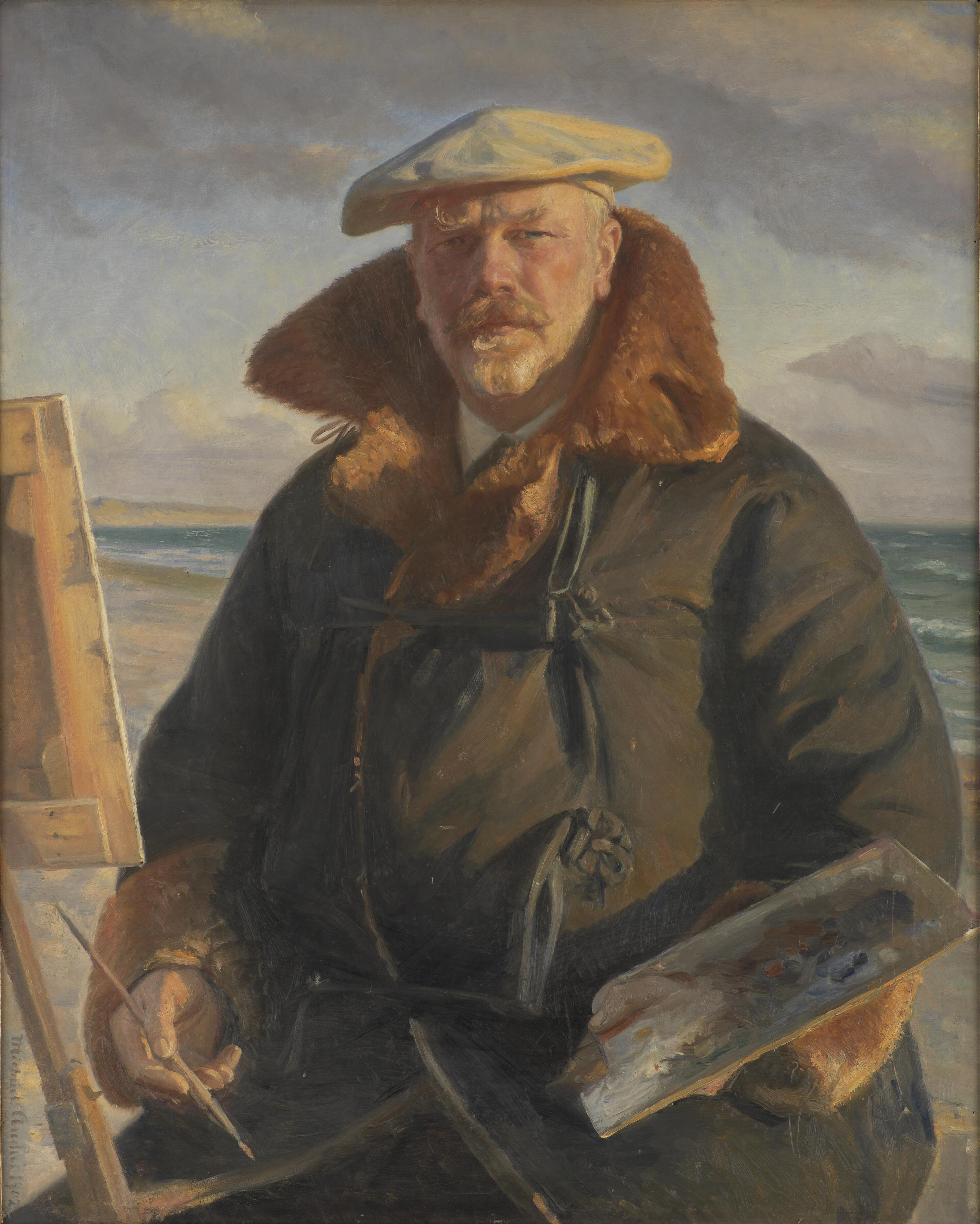
Autoportret, 1902
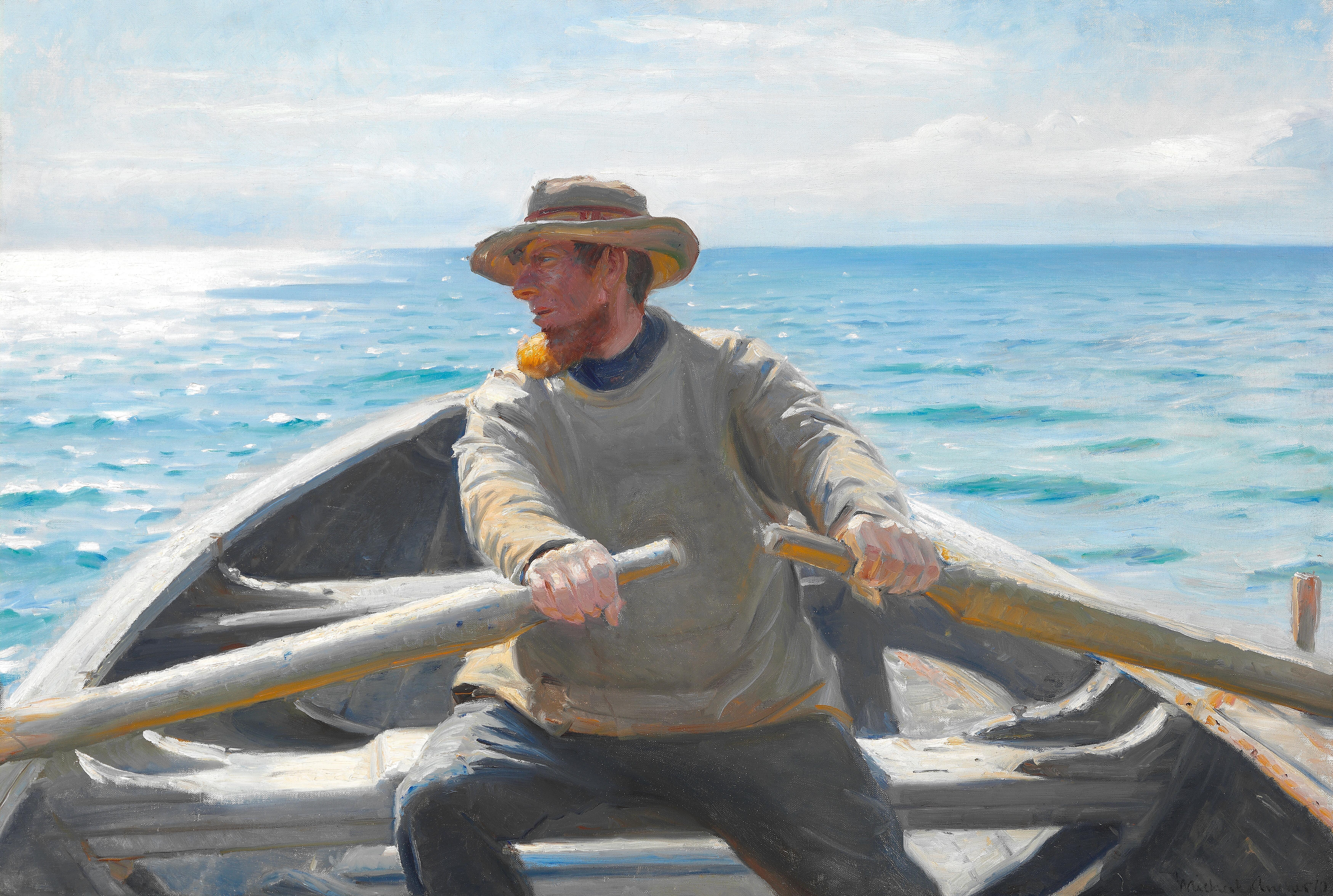
Rybak, 1910